# Marshall, Minnesota
Marshall är en ort i Lyon County i delstaten Minnesota, USA. Vid folkräkningen år 2000 hade orten 12 735 invånare. Marshall är administrativ huvudort (county seat) i Lyon County.
1. ↑  United States Census 2010, läs online, läst: 9 juli 2020.[källa från Wikidata]
2. ↑  United States Census Bureau (red.), USA:s folkräkning 2020, läs online, läst: 1 januari 2022.[källa från Wikidata]